# Krypkrokus
Krypkrokus (Crocus nudiflorus) är en irisväxtart som beskrevs av James Edward Smith. Enligt Catalogue of Life ingår Krypkrokus i släktet krokusar och familjen irisväxter, men enligt Dyntaxa är tillhörigheten istället släktet krokusar och familjen irisväxter. Arten förekommer tillfälligt i Sverige, men reproducerar sig inte. Inga underarter finns listade i Catalogue of Life.

## Bildgalleri

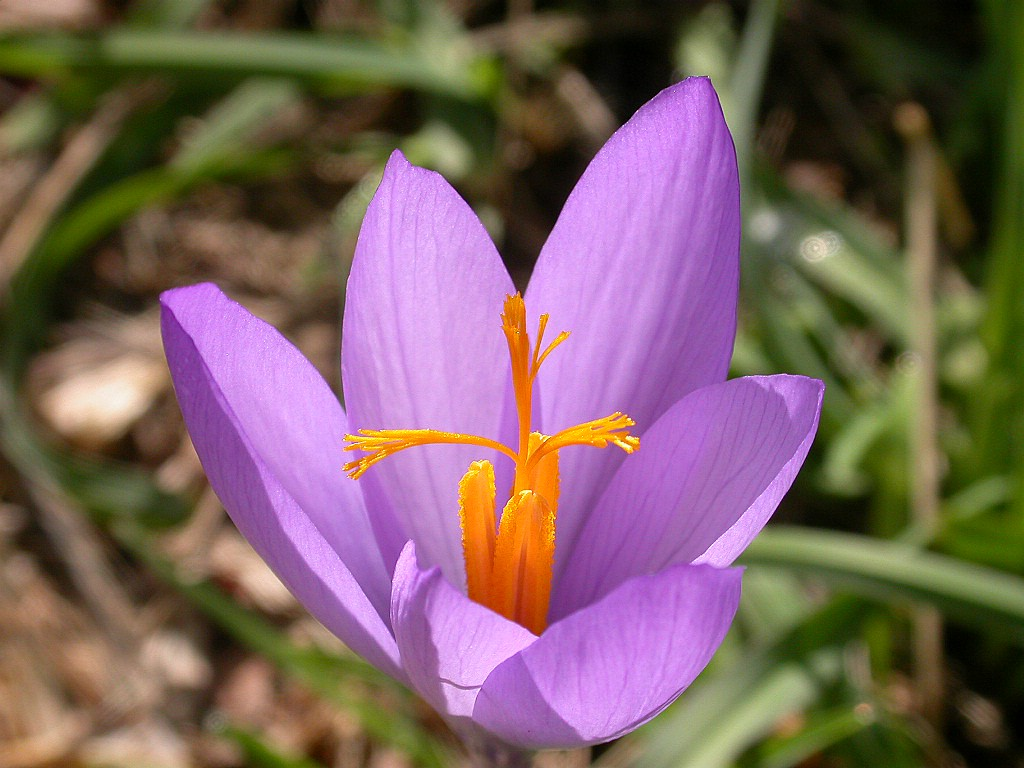
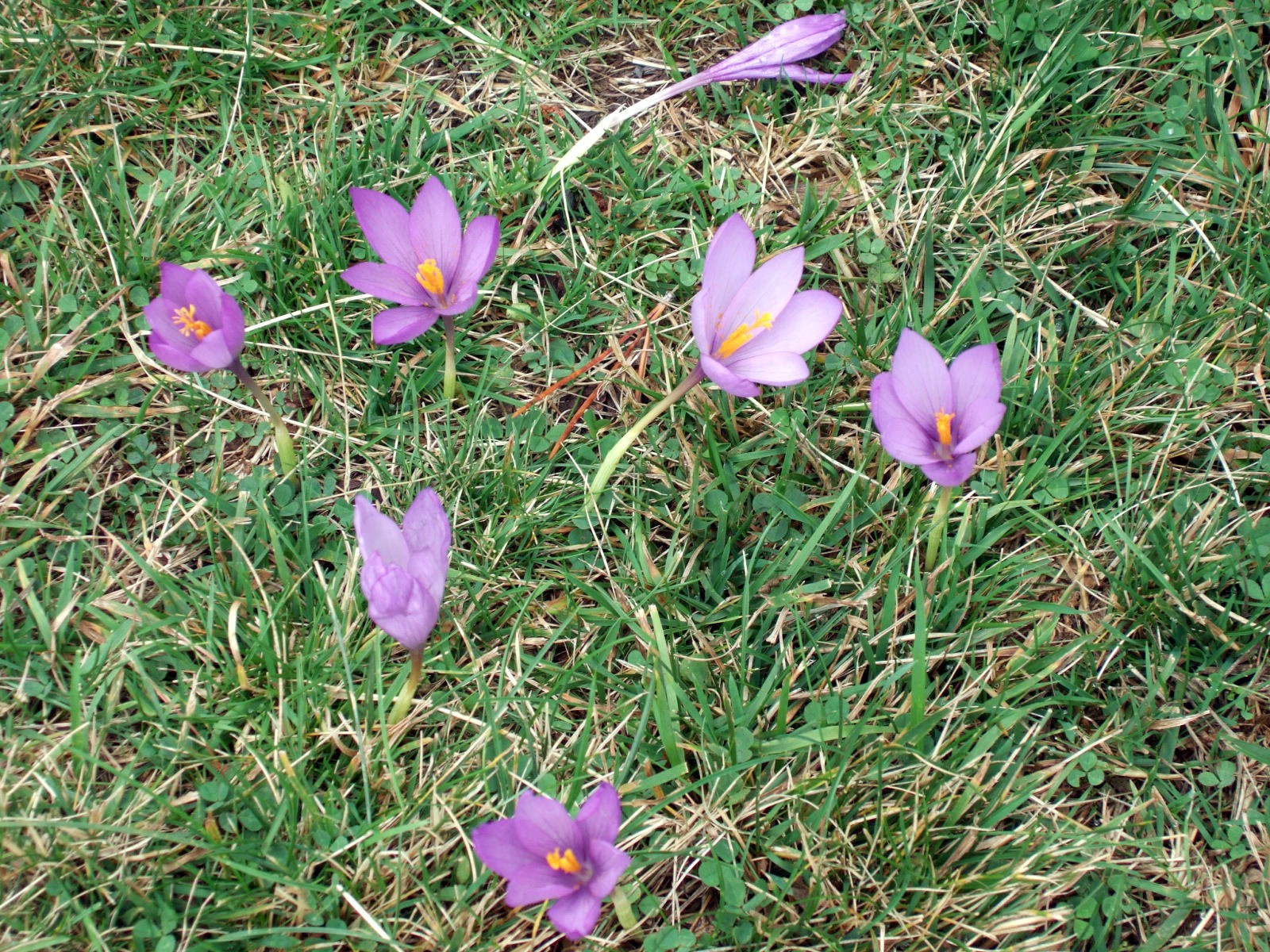
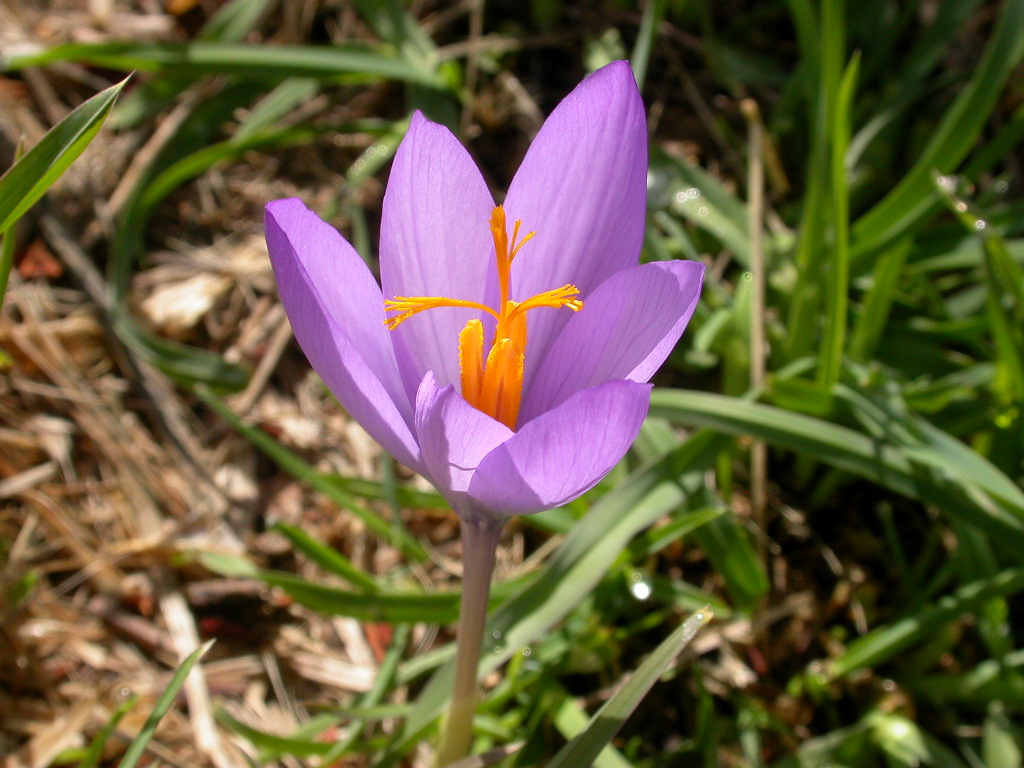
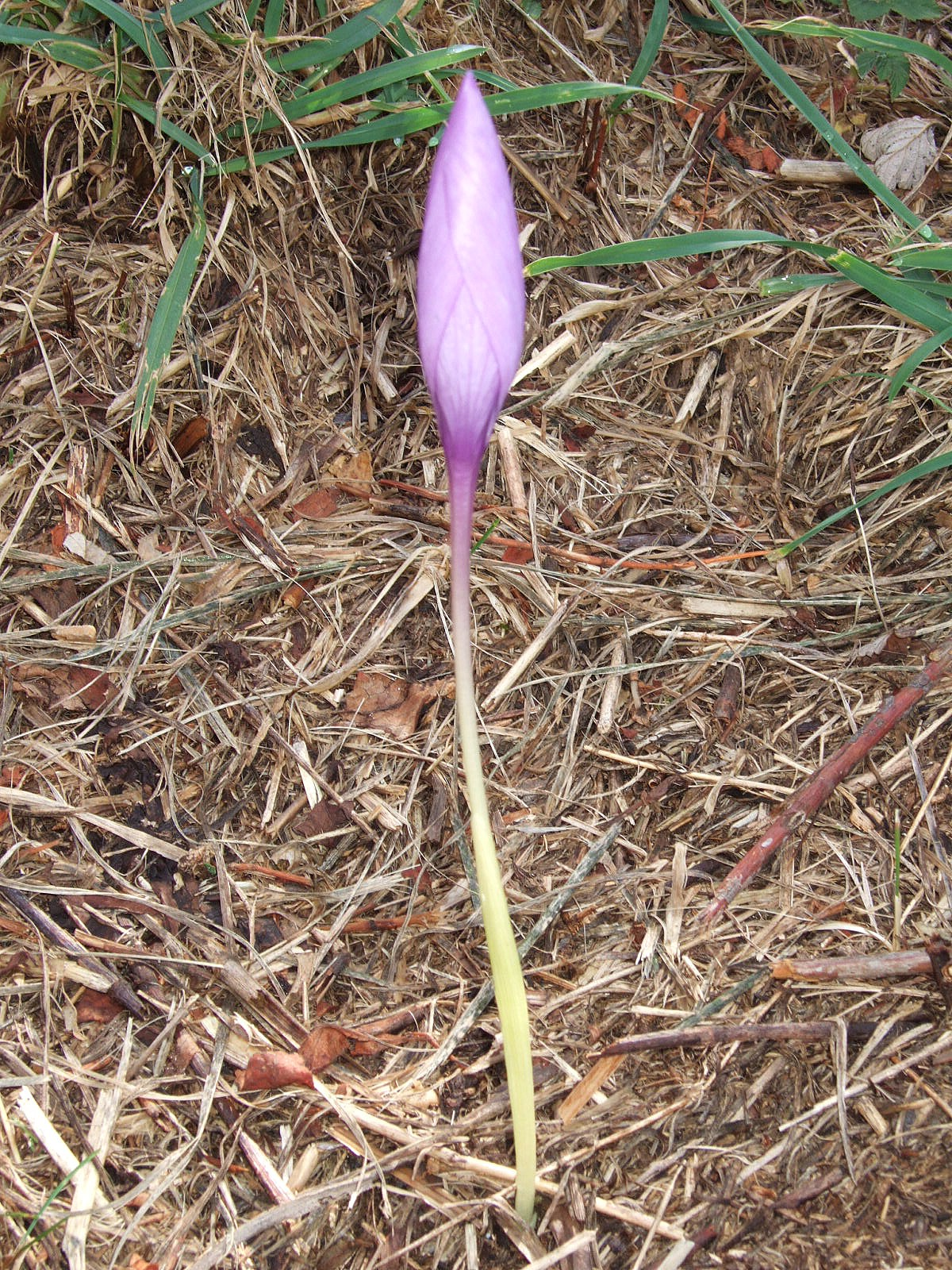
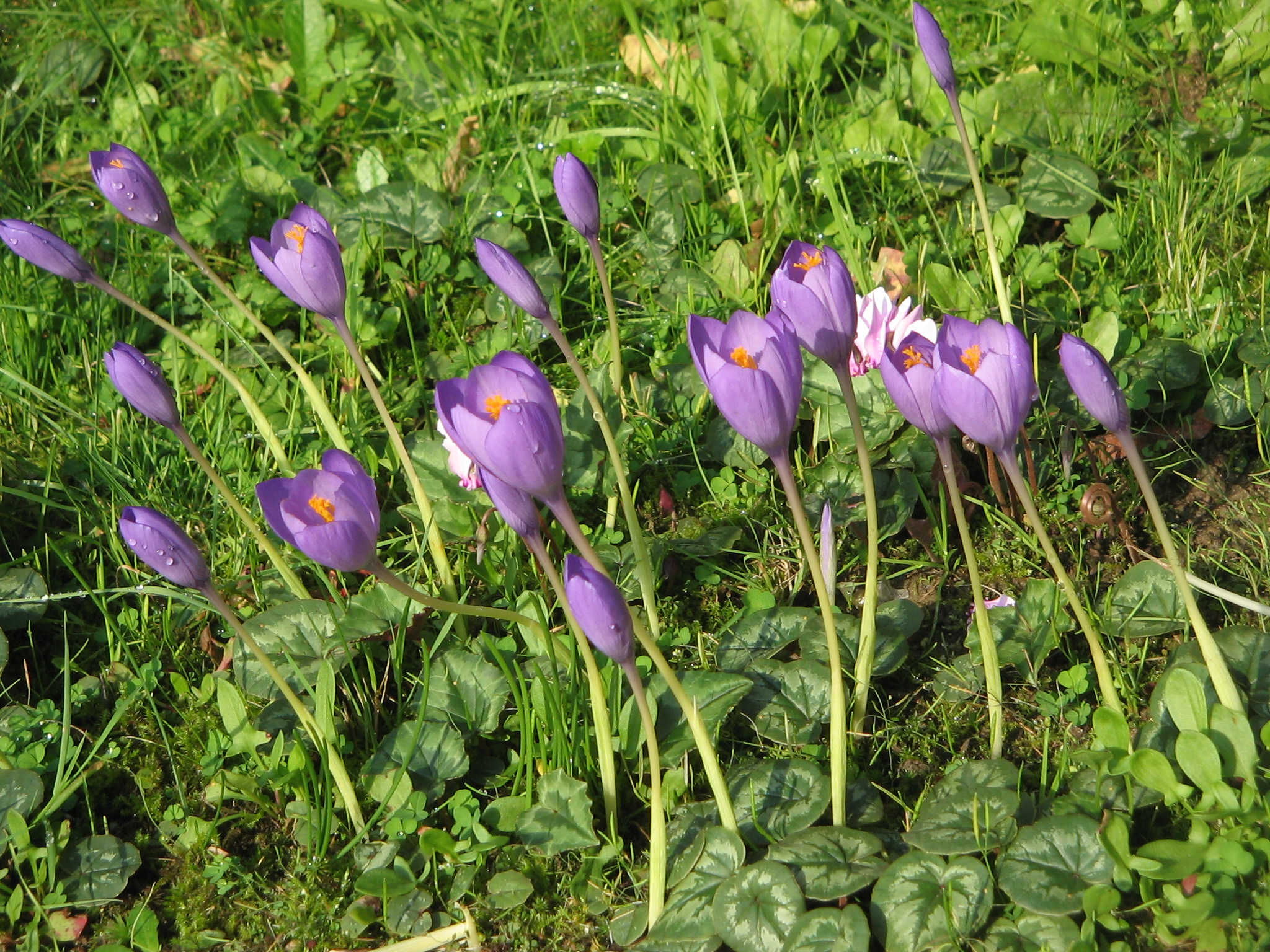
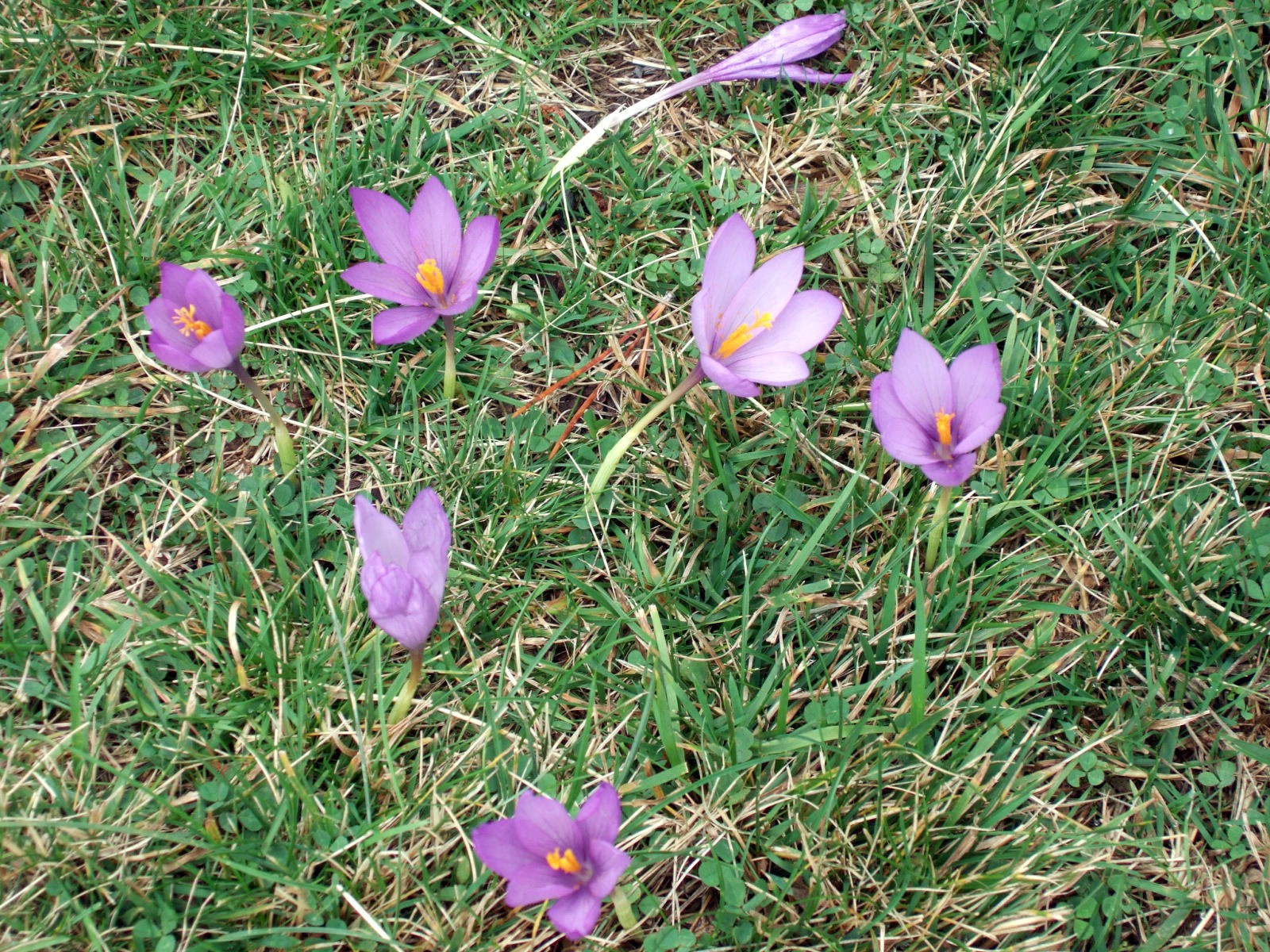